# جاکافونگ جاکراجوتاتیپ
جاکافونگ جاکراجوتاتیپ (به انگلیسی: Jakkaphong Jakrajutatip) (زاده ۱۷ فوریهٔ ۱۹۷۹) مدیر عامل اجرایی، بازرگان و کارآفرین تایلندی است.
او یک زن ترنس است.
جاکراجوتاتیپ یک کارآفرین برجسته رسانه ای و توزیع کننده محتوای دیجیتال در تایلند است، او مالک فعلی سازمان‌های مسابقه زیبایی دوشیزه جهان، ملکه زیبایی ایالات متحده آمریکا و ملکه زیبایی جوان ایالات متحده است. بر اساس گزارش فوربس در سال ۲۰۲۰ جاکراجوتاتیپ سومین فرد تراجنسیتی ثروتمند در جهان، با دارایی خالص ۲۱۰ میلیون دلار آمریکا است.